# タネル・カンゲルト
タネル・カンゲルト（Tanel Kangert、1987年3月11日 - ）は、エストニア、ヴャンドラ出身の自転車競技（ロードレース）選手。

## 来歴

### 2005年
- ピース・レース ジュニア部門 総合優勝

### 2007年
- エストニア選手権 U23・個人ロードレース 優勝
- ツール・デュ・ジェヴォダン 総合優勝

### 2008年
- AG2R・ラ・モンディアルと契約を結んでプロ転向。
- エストニア選手権 個人タイムトライアル(ITT) 優勝

### 2009年
- 膝の故障によりレース参加がほとんどできない状況となった。同年限りで、AG2Rから契約を打ち切られた。

### 2010年
- E.C.サンテティアンヌというアマチュアチームに加入。
- エストニア選手権 ITT 優勝

### 2011年
- アスタナへ移籍。

### 2012年
- ツール・ド・スイス 区間1勝(第9)
- エストニア選手権 個人ロードレース優勝
- 世界選手権・ITT 13位

### 2013年
- ジロ・デ・イタリア 総合14位
- ツール・ド・スイス 総合6位
- エストニア選手権 ITT 優勝

### 2014年
- ブエルタ・ア・アンダルシア 総合5位
- チャレンジ・ブエルタ・ア・マリョルカ 総合9位

### 2018年
- エストニア選手権　優勝（個人タイムトライアル）

### 2019年
- EFエデュケーションファースト・プロサイクリングへ移籍